# Гальватрон
Гальватро́н (англ. Galvatron) — персонаж мультсериала «Трансформеры». Новый лидер Десептиконов, новое тело и новая личность Мегатрона. Трансформируется в гаубицу.

## Биография

### «The Transformers»
Во время атаки на город Автоботов в 2005 году лидер десептиконов Мегатрон был смертельно ранен в поединке с лидером автоботов Оптимусом Праймом. Отступающие десептиконы взяли его с собой в Астропоезд, но по дороге выяснилось, что корабль перегружен. Скандалист, всегда мечтавший свергнуть Мегатрона, разумеется, не упустил такой удобный случай и собственноручно выбросил его вместе с другими серьёзно пострадавшими десептиконами (тех, кто в этом, одном из ключевых сражений Кибертронских войн, не получил хотя бы лёгкого ранения, среди них не было) в открытый космос. Там все они попали в поле притяжения планеты Юникрон — супергигантского зловещего трансформера, обладающего исключительным могуществом. Юникрон предложил Мегатрону служить ему в обмен на спасение; тот отказался, не желая подчиняться кому бы то ни было, однако затем перед лицом неминуемой смерти вынужден был изменить своё решение. Юникрон переформатировал его, перевооружил и дал ему новое имя, а из остальных десептиконов сделал его личную гвардию: Циклона, Кнута и Свипов. Гальватрон получил приказ найти и доставить Матрицу Лидерства, представляющую для Юникрона смертельную опасность.
Первое, что предпринял Гальватрон в новом качестве — отправился на Кибертрон, где в это время короновался Скандалист. Одним точным выстрелом он убил самозванца и вновь занял место лорда. После этого по приказу Юникрона вернулся на Землю, где автоботы едва оправились от разгрома, и вынудил их бежать в космос. На планете Джанк он настиг Ультра Магнуса и расстрелял его, завладев Матрицей. Вместо того, чтобы отдать её Юникрону, как было условлено, Гальватрон решил с помощью Матрицы подчинить гиганта себе, но потерпел неудачу — не сумев открыть Матрицу, он был проглочен Юникроном. Когда внутри Юникрона оказался молодой автобот Хот Род, Гальватрон сперва предложил ему объединиться, однако затем под воздействием болевого излучения Юникрона вынужден был вступить в бой с Хот Родом. В ходе поединка Хот Роду удалось отнять у противника Матрицу; открыв её, он превратился в Родимуса Прайма — нового могучего лидера автоботов. Гальватрон был побеждён и выброшен в космическое пространство (впоследствии выяснилось, что его занесло на отдалённый планетоид, где он застрял в лавовом озере).
Отсутствие лидера привело к поражению и полной дезорганизации десептиконов; вынужденные оставить Кибертрон, они перебрались на опустошённую войной планету Чаар, где влачили жалкое существование, почти лишённые энергии. Так продолжалось до тех пор, пока Циклон и Свипы не отыскали место падения Гальватрона и не освободили его. Вернув себе власть над десептиконами, он возобновил войну, организовав несколько атак на Землю и Кибертрон. При нём армия десептиконов пополнилась новыми мощными воинами — вредиконами, которым автоботы смогли противопоставить могучий боевой шаттл Бравого, стальным гигантом Триптиконом, ставшим наиболее серьёзной угрозой для города автоботов Метроплекса, новым транспортом-трёхрежимником Октаном, а также террорконами.
 Тем не менее, добиться решающего преимущества в противостоянии с автоботами десептиконам так и не удалось. И хотя Гальватрон вместе со своими бойцами совершил ряд рейдов на различные планеты, стремясь подчинить их себе и захватить их запасы энергии, его психическая неуравновешенность постоянно шла во вред общему делу, мешая лидеру десептиконов трезво оценивать ситуацию. В конечном счёте Гальватрон, при всей своей силе, оказался значительно менее опасным противником для автоботов, чем его предшественник.
Во время эпидемии космической Кибоной чумы Гальватрон оказался единственным из десептиконов, кто не заразился, и вынужден был примкнуть к автоботам, чтобы спастись от собственных подчинённых и прочих потерявших рассудок некогда разумных существ. Он привёл автоботов (хоть и не особенно охотно) к тайнику, где были спрятаны украденные десептиконами по его приказу слитки супер-сплава, из которого можно было изготовить защитное покрытие. Но затем он всё-таки был инфицирован Джессикой Морган, которая заразилась от случайного прикосновения Циклона. Однако Оптимус Прайм вылечил Гальватрона от Чумы, как и всех остальных заражённых трансформеров, использовав энергию Матрицы. Вместе с чумой предводитель десептиконов исцелился и от своего безумия. Прежде чем уйти, он на прощание в благодарность пожал Оптимусу прайму руку (в первый и последний раз) и сказал, что «сегодня войны не будет». Этим событием заканчивается третий сезон сериала. 
 В четвёртом (американском) сезоне, действие которого происходит год спустя, Гальватрон вновь напал на Кибертрон, чтобы заполучить ключ от камеры с плазменной энергией — самым мощным энергетическим источником на планете.

### «Transformers: The Headmasters»
В японском сезоне «Headmasters» (представлявшем собой альтернативное продолжение 3-го американского сезона) Гальватрон вошёл в союз с трансформерами-Хэдмастерами, которых возглавлял Скорпоног. Вместе с ними атаковал Кибертрон, чтобы захватить Сигма Kомпьютер, но был остановлен Хэдмастерами-автоботами под командованием Крепыша Максимуса и вынужден был отступить. Второй раз напал на Кибертрон, чтобы не дать автоботам наладить производство суперметалла, угрожавшего резко изменить баланс сил. В разгар атаки Кибертрон был взорван Скорпоногом; Гальватрон, узнав о готовящемся взрыве, хотел предотвратить его, но опоздал и сам оказался в его эпицентре, в результате чего пропал без вести. Десептиконы посчитали его погибшим, и командование перешло к Скорпоногу. Но через некоторое время Гальватрон объявился живым и снова взял власть в свои руки.
После возвращения Гальватрона традиционные вылазки десептиконов за энергией резко участились и стали гораздо масштабнее: за сравнительно короткое время было захвачено и разграблено, по самым скромным подсчётам, 13 планет. Автоботы долго терялись в догадках, пытаясь объяснить причину столь бурной активности, пока, наконец, их разведчики не выяснили, что энергия нужна Гальватрону для создания нового гигантского тела, превосходящего по размерам то, которое было у Юникрона. Эта идея так увлекла предводителя десептиконов, что он готов был разобрать на части своих собственных воинов, чтобы получить необходимые для постройки детали.
 Бредовые идеи Гальватрона восстановили против него даже его приближённых. Угроза гибели заставила самых сильных бойцов-десептиконов — Скорпонога и Шестизарядника, ранее враждовавших, заключить союз; они договорились между собой избавиться от Гальватрона и, пока тот сражался с четырьмя автоботами-Хэдмастерами, сбежали, оставив его на произвол судьбы. В результате Гальватрон был лишён энергии и похоронен под толщей льда на Аляске.

### «Transformers: Beast Wars»
Сам Гальватрон в этом мультсериале не появлялся, но несколько раз упоминался десептиконом Старскримом и предаконшей Блэкарахнией.

### «Transformers: Beast Wars II»
В вымышленной вселенной «Звериных Войн» Гальватрон пытается захватить новый источник энергии — «Анголмуа» (англ. Angolmois). Будучи одним из самых талантливых учёных Кибертрона, он научился одним из первых превращаться в «зверей». Его «машинная» форма — танк с буром; «звериная» форма — дракон, который может потреблять любые формы металла и потом «выпускать» их в виде раскалённого потока.

### «Transformers: Beast Wars Neo»
Энергия из капсулы «Анголмуа» была выпущена в мёртвого Гальватрона, после чего тот стал новым телом для Юникрона.

### «Трилогия Юникрона»

Мегатрон из «Армады» убивает Гальватрона из «G1» с помощью Звёздного меча в комиксах Dreamwave

В первой части трилогии, в мультсериале «Армада» Гальватрон появляется уже в последних сериях. Мегатрон был тяжело ранен в бою с Немезисом Праймом, однако его и остальных участников боя видоизменили и «подлатали» Мини-коны. После этого он переименовал себя в Гальватрона. Чтобы одолеть Юникрона, Гальватрон объединился с Оптимусом Праймом. Во время последней битвы Гальватрона засосала чёрная дыра, после чего он пропал без вести.
Во второй части трилогии, сериале «Энергон» выясняется, что Гальватрон в действительности не погиб, а находился в стазисе внутри головы Юникрона. После пробуждения он называл себя Мегатроном, но после контакта с Супер-энергоном полностью изменил свой внешний вид и стал гораздо сильнее; тогда-то он и взял снова имя Гальватрона. Во время финального сражения отправился к энергонному солнцу Альфы Кью и исчез.
В заключительной части трилогии, в мультсериале «Кибертрон», Гальватрон появляется в финальных сериях. Когда Метроплекс почти без всякого труда одолел Мегатрона, его ярость не знала границ — она была столь велика, что на неё отреагировал Киберключ Планеты Гигантон, и переформатировал Мегатрона во всемогущего Гальватрона, дав ему мощь, которую доселе не знало не одно существо во Вселенной, кроме богоподобного Праймуса. Однако Гальватрон не понимает, что существует сила, которую не преодолеть даже ему: полагаясь только на себя и заботясь только о себе, он понятия не имеет о силе дружбы, которой обладают в достатке автоботы. Он готов вступить в схватку даже с собственными воинами. Во время финального сражения был тяжело ранен Оптимусом Праймом. В заключительных титрах эпизода «Начало» было видно, что его дух сражается с духом Вектора Прайма в потустороннем измерении.

## Биография в фильмах
«Может его тело и назвали броским именем „Гальватрон“, но это — всего лишь реинкарнация Мегатрона!»— Брэйнс
Рост Гальватрона составляет 9,1 метра, вес Гальватрона составляет от 5,5 тонны. Гальватрон стал одним из антагонистов фильма «Трансформеры: Эпоха истребления» режиссёра Майкла Бэя о Трансформерах. По сюжету фильма, после того, как Оптимус Прайм убил Мегатрона, агенты KSI нашли его голову, и, как выяснилось, Мегатрон не был до конца уничтожен — его сознание функционировало.
Оказалось, что 65 млн лет назад динозавры вымерли от взрыва, устроенного его создателями при помощи «зерна» — оружия, которое превращает любое вещество в металл «трансформий». Мегатрон хотел с помощью такого же «зерна» создать еще больше «трансформия», чтобы создать армию десептиконов. Получив такую ценную информацию, ученые в KSI научились создавать из «трансформия» своих, контролируемых, роботов.
Так в KSI и для Мегатрона создали новое тело, и дали ему имя «Гальватрон». Люди создавали Гальватрона как копию и альтер  Оптимуса Прайма, но сбой, вызванный сознанием Мегатрона, заставил созданного робота походить на последнего. Когда люди получили от Локдауна «зерно», Гальватрон перестал им подчиняться перехватил контроль над трансформерами-прототипами и превратил в новую армию десептиконов. После победы Оптимуса над Локдауном скрылся в неизвестном направлении, но пообещал Прайму что они ещё встретятся.
В июне 2016 года Майкл Бэй выложил в сеть тизер пятой части, в котором была показана физиономия неизвестного трансформера. Позже Бэй заявил, что это обновлённое лицо Мегатрона, который заменит Гальватрона в качестве главного антагониста фильма. Но в 6 фильме будет известно, что Гальватрон и Мегатрон не одно и то же лицо.

## Характер
Получив от Юникрона небывалое могущество, по характеру Гальватрон становится даже ещё более властолюбивым, нетерпимым и высокомерным, чем в бытность Мегатроном. Он стремится подчинить своей воле всё и всех, никого не считает достойным соперником. Как ни странно, но именно чрезмерная сила делает Гальватрона во многих случаях более слабым и уязвимым, чем он был ранее, поскольку он склонен недооценивать противников и легче поддаётся на обман. 
Что ещё хуже, длительное пребывание в лаве привело к серьёзным нарушениям в его психике, результатом чего являются вспышки неукротимого гнева, во время которых плохо приходится даже его собственным бойцам. По этой причине сместить его с поста лидера мечтает значительно большее число десептиконов, чем в то время, когда он был Мегатроном, но желающих рискнуть среди них стало ещё меньше (хотя и раньше было немного). Решительнее всего действует против Гальватрона покойник Скандалист, которому всё равно уже нечего терять — сначала он завлекает своего врага в засаду, из которой тому с трудом удаётся выбраться живым, а потом угоняет у него из-под самого носа Триптикона. Однако в конечном итоге Гальватрон всё же одерживает верх. 
Квинтессоны ненавидят Гальватрона, считая его «самым опасным и непредсказуемым» из трансформеров, и неоднократно предпринимают попытки устранить его или, по крайней мере, сделать «недееспособным»: именно они подают Циклону мысль отвезти Гальватрона для лечения к психиатрам планеты Торкулон, заранее зная, что результатом лечения будет полный распад личности Гальватрона и превращение его в простую машину. К счастью для Гальватрона, его громадная сила в этот раз пошла ему на пользу, позволив избежать такой печальной участи.

## Технические данные
Сила Гальватрона превосходит силу Мегатрона — выстрелом из своей лазерной пушки он может разрушить практически любого трансформера, что и демонстрирует чуть ли не сразу после своего появления на примере Скандалиста. В режиме робота вооружён лазером, который химическим способом вырабатывает прямой электрический ток.

В «Энергоне» превращается в кибертронский звездолёт. В режиме робота вооружён двумя пушками на крыльях и двумя ракетами на руках. С помощью супер-энергона Гальватрон вырос до размеров Юникрона, и при этом его скорость и сила многократно увеличились.
В «Кибертроне» трансформируется в кибертронский истребитель и футуристический автомобиль. В обоих режимах стал гораздо быстрее, чем его предшественник (скорость увеличивается при использовании Киберключа десептиконов). Броня Юникрона, которую он носит, даёт ему способность к ускоренной регенерации. Способен стрелять из руки зарядами молний. Имеет два разных Киберключей десептиконов в режиме робота — один заставляет часть юникроновой брони на его «лопатке» отскочить и прикрепиться к его руке, превращаясь в колющее орудие ближнего боя. Второй позволяет ему вытащить из-под второй «лопатки» пистолет-пулемёт, достаточно мощный, чтобы в первое своё использование едва не прикончить троих автоботов. В качестве Гальватрона все его силы многократно увеличиваются, он также обретает новую способность к телепортации, и получает новые боевые орудия: тёмный энергетический меч и две очень мощные образованные из двух частей пушки (в режиме автомобиля две эти составные части образуют бампер, а в режиме истребителя — крылья).
В «Эпохе истребления» Гальватрон трансформируется в грузовик Freightliner Argosy 2014. Вооружён мощной плазменной пушкой со встроенной ракетной установкой. В режиме тягача вооружен двумя ракетными установками. Кроме того, благодаря «трансформию», из которого он сделан, Гальватрон может разобрать себя по частям и собрать вновь, что позволяет ему восстанавливаться после любых повреждений.

По официальной шкале его качества оцениваются следующим образом: интеллект, сила, мастерство, выносливость, броня и огневая мощь, храбрость — 10, ловкость — 8, скорость — 7. Ранг среди десептиконов - 10

## Видеоигры

### «Transformers: The Headmasters»
Гальватрон командовал десептиконами на Кибертроне и держал в плену Родимуса и Хайброу, но был побеждён силами автоботов.

### «Transformers: Autobot Stronghold»
Множество клонов Гальватрона вместе с другими десептиконами штурмовало склад LG, однако защищавшие местность автоботы уничтожили большинство из них. Каждый Гальватрон обладает двумя Искрами.

## Появление в сериях
Transformers: The Movie
Transformers G1 — третий и четвёртый сезоны — все серии
Transformers: The Headmasters
- 1. Четверо небесных воинов / Four Warriors Come Out of the Sky
- 2. История планеты Мастер / The Mystery of Planet Master
- 3. Рождение нового лидера / Birth of Double Convoy!
- 4. Решающая битва кассетных роботов / Operation: Cassette
- 5. Восстание на планете Бисто / Rebellion on Planet Beast
- 6. Зловещий метеорит / Approach of the Demon Meteorite
- 7. 4 миллиона лет под покровом тайны / The Four-Million-Year-Old Veil of Mystery
- 8. Тень зла / Terror of the Six Shadows
- 9. Кризис на Кибертроне (часть 1) / Seibertron Is In Grave Danger (Part 1)
- 10. Кризис на Кибертроне (часть 2) / Seibertron Is In Grave Danger (Part 2)
- 11. Король тьмы Скорпоног / Scorponok, the Shadow Emperor
- 16. Непобедимый Гальватрон / The Return of the Immortal Emperor
- 17. Сигнал бедствия с пропавшей планеты / SOS from Planet Sandra
- 18. Дэнни — маленький герой / The Most Important Thing in the World
- 19. Война на планете Улей / Battle to the Death on the Beehive Planet
- 20. Нападение на Двойную планету / Tide-turning Battle on the False Planet
- 21. Уязвимое место Скорпонога / Find Megazarak’s Weak Spot
- 22. Дружба четырех трансформеров / Head Formation of Friendship
- 23. Загадка пиратского корабля / Mystery of the Space Pirate Ship
- 24. Смерть Магнуса / The Death of Ultra Magnus
- 25. Битва на ледяной горе / The Emperor of Destruction Vanishes on an Iceberg

Transformers: Beast Wars
- 21. Захват / Possession[23]

Transformers: Beast Wars II
Transformers: Beast Wars II — The Movie